# 1933 في فلسطين الانتدابية
أحداث عام 1933 في الانتداب البريطاني على فلسطين.

## شاغلو الوظائف
- المفوض السامي- السير آرثر جرينفيل واشوب.
- أمير شرق الأردن- عبد الله بن الحسين.
- رئيس وزراء شرق الأردن - عبد الله بن عبد الرحمن سراج حتى 18 تشرين الأول. ثم خلفه إبراهيم هاشم.

## الأحداث
- وفقًا للإحصاءات الرسمية، كان هناك 30327 مهاجرًا يهوديًا خلال عام 1933.
- 1 يناير- إنشاء شركة إيجد التعاونية للحافلات من خلال دمج أربع جمعيات تعاونية أصغر للحافلات.
- 30 كانون الثاني (يناير)- تأسست حركة "عاليا الشباب الصهيوني" في ألمانيا بهدف ترتيب توطين الشباب اليهود في فلسطين في الكيبوتسات وقرى الشباب، حيث سيتم تدريبهم على العمل الزراعي.
- 16 يونيو- اغتيال حاييم أرلوسوروف: اغتيال الزعيم الصهيوني اليساري حاييم ارلوسوروف بينما كان يسير مع زوجته على الشاطئ في تل أبيب.
- 27 تشرين الأول- عقب اكتشاف شحنة كبيرة من الأسلحة في ميناء يافا كانت متجهة إلى عنوان في تل أبيب، دعا المدير التنفيذي العربي إلى إضراب عام. تحولت مظاهرة في يافا قادها رئيس السلطة التنفيذية موسى الحسيني هاجم فيها حشد من عدة آلاف قوة صغيرة من رجال الشرطة الذين ردوا بالهراوات وإطلاق النار. قُتل 26 متظاهرًا وشرطي واحد. ومن بين الجرحى البالغ عددهم 187، موسى الحسيني البالغ من العمر 80 عامًا، والذي لم يتعافى مطلقًا وتوفي في العام التالي. أعقب ذلك إضرابات واحتجاجات استمرت ستة أسابيع في جميع المدن الكبرى قتل فيها 24 مدنيًا. قمعت الاضطرابات من قبل الشرطة وليس الجيش. كانت مختلفة عن الاضطرابات السابقة من حيث أن الأهداف كانت مؤسسات حكومية بريطانية وليس يهودًا.[1][2][3][4]
- 13 تشرين الثاني (نوفمبر)- تأسيس موشاف الياشيف على يد مهاجرين يهود من اليمن، وهي أول مستوطنة يؤسسها اليهود اليمنيون.

### تواريخ غير معروفة
- تأسيس كيبوتس مشماروت من قبل مهاجرين يهود من روسيا وليتوانيا ولاتفيا.
- تأسيس موشاف راموت هشافيم من قبل المهاجرين الألمان اليهود من العالية الخامسة.

## الولادات البارزة
- 31 كانون الثاني (يناير)- شمعون ليفنسون، ضابط المخابرات الإسرائيلي الذي تجسس لصالح المخابرات السوفيتية.
- 4 شباط/ فبراير- ديفيد غولومب، خبير اقتصادي وسياسي إسرائيلي.
- 14 فبراير- جداليا غال، سياسي إسرائيلي.
- 22 فبراير- جدعون بات، سياسي إسرائيلي (توفي عام 2020).
- 19 آذار- ميشيل صباح، مسيحي فلسطيني ورئيس أساقفة سابق وبطريرك اللاتين في القدس.
- 5 تشرين الأول/ أكتوبر- الجنرال الإسرائيلي أبراهام بارعام.
- 24 أكتوبر- يورام عريدور، سياسي إسرائيلي سابق.
- 18 كانون الأول- تمار غولان، صحفية ودبلوماسية إسرائيلية (توفيت عام 2011).
- التاريخ الكامل غير معروف
  - صلاح خلف، عربي فلسطيني، مؤسس جماعة أيلول الأسود ومسؤول كبير في حركة فتح. (توفي عام 1991)

## الوفيات

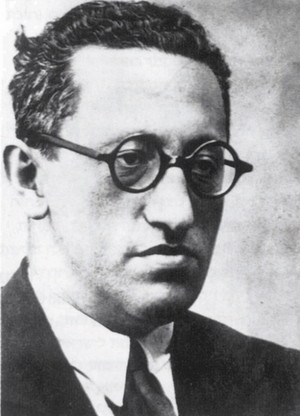
حاييم ارلوسوروف

- 16 حزيران/ يونيو- اغتيل حاييم أرلوسوروف (مواليد 1899)، زعيم صهيوني يساري روسي (أوكرانيا) المولد، وزعيم الحركة الصهيونية العمالية في فلسطين خلال فترة الانتداب ورئيس الدائرة السياسية في الوكالة اليهودية.